# SuitSat

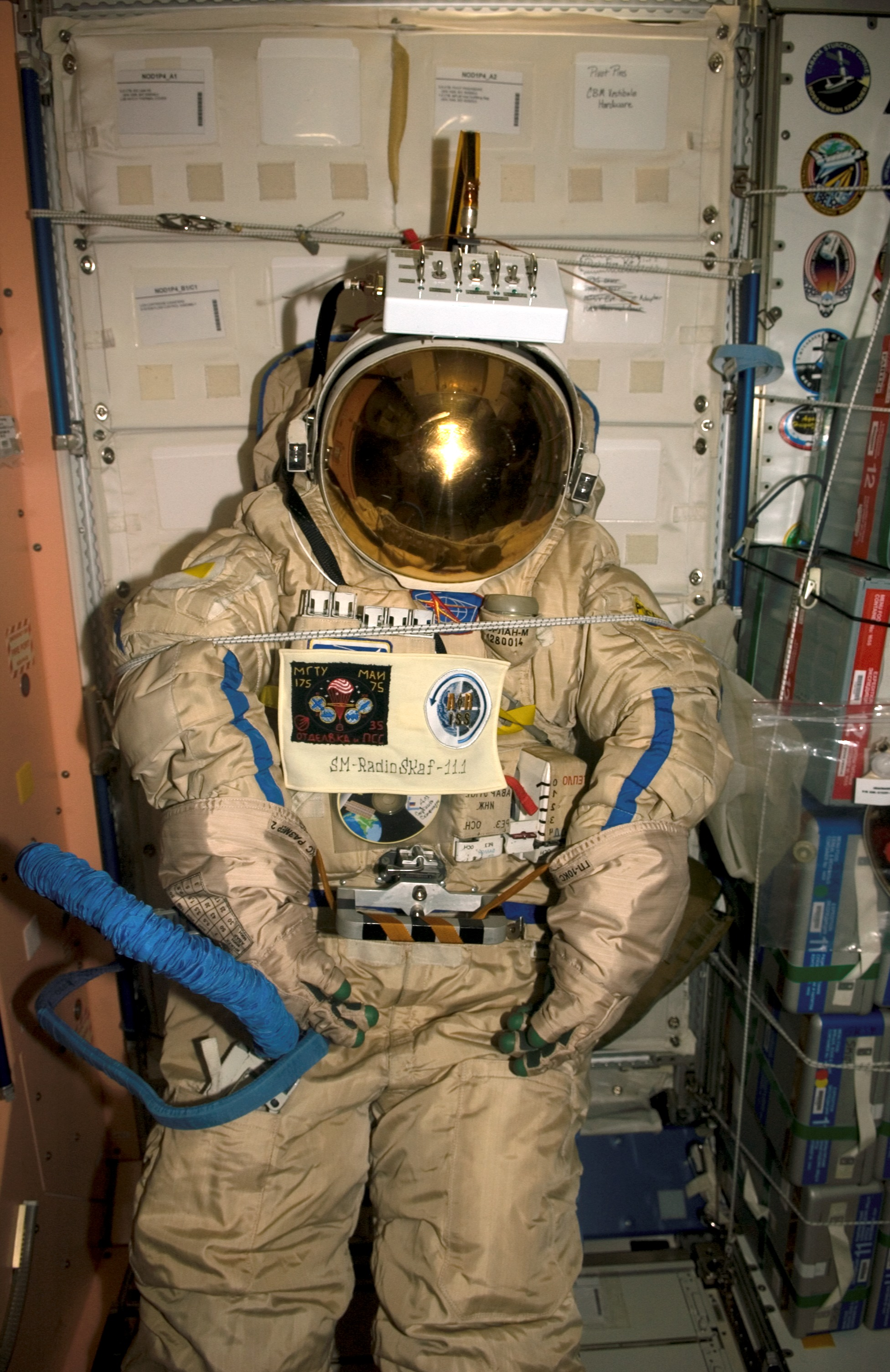
O SuitSat-1 dentro da ISS.

SuitSat (também conhecido como Mr. Smith, Ivan Ivanovich, RadioSkaf, Radio Sputnik e AMSAT-OSCAR 54) foi um traje espacial Orlan cuja vida útil já havia se esgotado, com um rádio transmissor acoplado ao capacete. O SuitSat-1 foi colocado numa órbita efêmera ao redor da Terra em 3 de Fevereiro de 2006. A ideia para esse satélite da série OSCAR foi discutida formalmente pela primeira vez num simpósio da AMSAT em Outubro de 2004.
"O SuitSat é um estudo de caso russo," de acordo com Frank Bauer do Goddard Space Flight Center da NASA. "Alguns dos nossos parceiros no programa ISS, especificamente um grupo liderado por Sergey Samburov, teve a ideia: pode ser que possamos transformar nossos antigos trajes espaciais em satélites úteis." O SuitSat foi o primeiro teste da ideia.

## SuitSat-1
Lançado em órbita manualmente por um astronauta da ISS em 3 de Fevereiro de 2006, porem parou de transmitir depois de completar apenas duas órbitas. Em 7 de Setembro de 2006, as 16:00 GMT, o SuitSat reentrou na atmosfera da Terra, sobre o oceano, nas coordenadas: 110.4° de longitude Leste e 46,3° de latitude Sul, a cerca de 1.400 km a Sudoeste do Cabo Leeuwin na Austrália Ocidental.

## Kedr
Originalmente conhecido como SuitSat-2, mais tarde como ARISSat-1 e finalmente como Kedr este satélite só se assemelhava ao anterior na forma de ser lançado, mas não foi acoplado a nenhum traje espacial. Ele continha experimentos construídos por estudantes e alguns instrumentos mais sofisticados, além de painéis solares no lugar das baterias.
O Kedr foi colocado em sua órbita por um astronauta a partir da ISS em Agosto de 2011, e reentrou na atmosfera em Janeiro de 2012 tendo permanecido 154 dias em órbita.